# Dipeptidylpeptidas 4-hämmare

GLP-1 och DPP-4 inhibitorer

Dipeptidylpeptidas 4-hämmare (DPP-4-inhiberare) är en klass av läkemedel som blockerar enzymet dipeptidylpeptidas 4 (DPP-4). Dessa kan användas vid typ 2-diabetes. 
Mekanismen bakom läkemedlet är att det förhindrar att DPP-4 bryter ned GLP-1. Detta gör att GLP-1 kan verka under en förlängd tid och därigenom ge mer effekt genom stimulering av insulinfrisättning, inhibering av glukagonfrisättning och sakta ned magsäckstömningen samt minska det totala födointaget.